# Moirax

Moirax este o comună în departamentul Lot-et-Garonne din sud-vestul Franței. În 2009 avea o populație de 1.127 de locuitori.

## Evoluția populației
| An        | 1975 | 1982 | 1990 | 1999 | 2006  | 2009  |
| --------- | ---- | ---- | ---- | ---- | ----- | ----- |
| Populație | 476  | 587  | 817  | 998  | 1.084 | 1.127 |